# Segregación de genes
Segregación: (en genética) significa, separación de cromosomas homólogos en gametos diferentes (materno, paterno) en la meiosis.
En genética, se denomina segregación de genes al fenómeno implicado en la transferencia de los distintos loci en el ADN a la progenie. Dos loci situados en cromosomas distintos segregan habitualmente de forma independiente, esto es, no hay ligamiento y la frecuencia de recombinación es de 0,5; en cambio, dos loci situados en la misma hebra de ADN se transfieren de forma no estocástica, por lo que la probabilidad de que se produzca recombinación entre ambos es siempre menor de dicha frecuencia de 0,5. Esto se debe a que la probabilidad de que se produzca una recombinación en un tramo corto de la hebra de ADN es relativamente baja, mientras que, de situarse en hebras distintas, durante la anafase se produce la transferencia a las célula hija de solo la mitad del material genético, lo cual, por puro azar, provocará la aparición de un 50% de individuos recombinantes para dos loci dados.
- Datos: Q6123551